# Decorazioni assegnate dalla Guardia Nazionale degli Stati Uniti
I premi e le decorazioni della Guardia Nazionale vengono assegnati ai membri della Guardia Nazionale degli Stati Uniti e talvolta ai membri delle forze di difesa statali oltre alle regolari decorazioni militari degli Stati Uniti. Ciascuno dei governi statali degli Stati Uniti mantiene una serie di decorazioni militari da rilasciare ai membri della Guardia Nazionale, con tali premi presentati sotto l'autorità dei vari aiutanti generali dello stato.
I veterani attivi o di riserva delle forze federali che successivamente prestano servizio nella Guardia Nazionale indossano prima tutti i premi federali, poi i premi statali. Quei soldati e aviatori della Guardia Nazionale che successivamente prestano servizio nelle forze federali attive o di riserva dell'Esercito, della Marina, del Corpo dei Marines, della Guardia Costiera o dell'Aeronautica degli Stati Uniti (vale a dire, come membri in servizio attivo o di riserva dell'Esercito, della Marina, Aeronautica Militare, Corpo dei Marines o Guardia Costiera) non possono continuare a indossare ed esporre tali decorazioni su un'uniforme militare, a meno che tale attivazione non rientri nel Titolo 32 dello Stato. Le norme sul servizio attivo consentono ai soldati federali, agli aviatori, ai marinai e ai marines di accettare ma non di indossare premi statali.
La maggior parte degli stati autorizza l'uso di premi di altri stati se un soldato o un aviatore ha ottenuto premi da uno stato o territorio al quale non è attualmente assegnato. L'ordine di precedenza è tipicamente lo stato attualmente assegnato, seguito dai premi del Distretto di Columbia, quindi gli altri stati in base al loro ordine di ammissione.
Di seguito è riportato un elenco delle decorazioni della Guardia Nazionale, emesse da ciascuno dei cinquanta Stati Uniti; Porto Rico, Guam, Isole Vergini americane e Distretto di Columbia.

## Alabama
Premi statali della Guardia nazionale dell'Alabama:
- Alabama Distinguished Service Medal
- Alabama Commendation Medal
- Alabama Phenix City Civil Disturbance Medal
- Alabama Operation Desert Storm Ribbon
- Alabama Veterans Service Medal
- Alabama National Emergency Service Medal
- Alabama Special Service Medal
- Alabama Faithful Service Medal
- Alabama Recruiting Ribbon
- Alabama Active Duty Basic Training Medal

## Alaska
Premi statali della Guardia nazionale dell'Alaska:
- Alaska Decoration of Honor
- Alaska Heroism Medal
- Alaska Distinguished Service Medal
- Alaska Legion of Merit
- Alaska Meritorious Service Medal
- Alaska Air Medal
- Alaska Commendation Medal
- Alaska Achievement Medal
- Alaska Humanitarian Service Medal
- Alaska State Service Medal
- Alaska Community Service Medal
- Alaska Domestic Emergency Ribbon
- Alaska Marksmanship Medal
- Alaska Homeland Security Medal
- Alaska Recruiting Ribbon
- Alaska State Partnership Program Ribbon
- Alaska Cold War Victory Ribbon
- Alaska Territorial Guard Medal
- Alaska Governor's Distinguished Unit Citation
- Adjutant General's Marksmanship Proficiency Award (Badge)
- Governor's Twenty Award (Tab)

## Arizona
Premi statali della Guardia nazionale dell'Arizona:
- Arizona Medal of Valor
- Arizona Adjutant General's Medal
- Arizona Distinguished Service Medal
- Arizona Meritorious Service Medal
- Arizona Airman of the Year Ribbon
- Arizona Southwest Asia Service Support Ribbon
- Arizona Community Service Ribbon
- Arizona Exceptionally Long Service Medal
- Arizona Long Service Medal
- Arizona Service Ribbon
- Arizona State Active Duty Service Ribbon
- Arizona First Sergeant Ribbon
- Arizona Recruiting Ribbon
- Arizona Overseas Ribbon
- Arizona Military Academy Ribbon (OCS)
- Arizona Military Academy Ribbon (NCO) (No longer awarded)
- Arizona Re-enlistment Ribbon (No longer awarded)
- Arizona Initial Active Duty for Training Ribbon (No longer awarded)
- Arizona Honor Attendance Ribbon (No Longer Awarded)

## Arkansas
Premi statali della Guardia nazionale dell'Arkansas:
- Arkansas Military Medal
- Arkansas Distinguished Service Medal
- Arkansas Exceptional Service Medal
- Arkansas Commendation Medal
- Arkansas Federal Service Ribbon
- Arkansas Service Ribbon
- Arkansas Emergency Service Ribbon
- Arkansas Homeland Defense Ribbon
- Arkansas Recruiting Ribbon
- Arkansas Military Funeral Honors Service Ribbon

## California
Premi statali della Guardia nazionale della California
- California Medal of Valor
- California Military Cross
- Order of California
- CA Legion of Merit.
- California Medal of Merit
- California Commendation Medal
- CA Achievement Medal
- California Good Conduct Medal
- California Service Medal
- California Enlisted Trainers Excellence Ribbon
- California Enlisted Excellence Ribbon
- California Recruiting Achievement Ribbon
- California National Guard Federal Service Ribbon
- California State Service Ribbon
- California Senior Enlisted Leadership Ribbon
- California Counterdrug Service Ribbon
- California Drill Attendance Ribbon
- California Memorial Medal
- California Governor's Outstanding Unit Citation
- California Commanding General's Meritorious Unit Citation

## Colorado
Premi statali della Guardia nazionale del Colorado
- Colorado Meritorious Conduct Medal
- Colorado Meritorious Service Medal
- Colorado Soldier/Airman of the Year Award
- Colorado Commendation Ribbon
- Colorado Achievement Ribbon
- Colorado NCO Command Tour Ribbon
- Colorado Active Service Medal
- Colorado Long Service Medal
- Colorado TAG Outstanding Unit Citation
- Colorado State Emergency Service Ribbon
- Colorado State Foreign Deployment Service Ribbon
- Colorado State Mobilization Support Ribbon
- Colorado Recruiting Ribbon

## Connecticut
Premi statali della Guardia nazionale del Connecticut:
- Connecticut Medal of Valor
- Connecticut Medal of Merit
- Connecticut Medal of Achievement
- Connecticut Veteran Wartime Service Medal
- Connecticut Long Service Medal
- Connecticut Mobilization Service Ribbon (Precedentemente nastro della campagna Desert Storm del Connecticut)
- Connecticut Emergency Service Ribbon
- Connecticut Selected Reserve Force Medal
- Connecticut Outstanding Unit Award
- Connecticut Soldier/Airman/NCO of the Year Ribbon
- Connecticut Joint Recruiting Ribbon
- Connecticut Military Funeral Honors Ribbon

## Delaware
Premi statali della Guardia nazionale del Delaware:
- Delaware Conspicuous Service Cross
- Delaware Distinguished Service Medal
- Delaware Medal for Military Merit
- Delaware National Guard Medal
- Delaware National Defense Service Ribbon
- Delaware Medal for Service in Aid to Civil Authority
- Delaware Recruiting Ribbon
- Delaware Physical Fitness Ribbon
- Delaware National Guard Governor's Meritorious Unit Award
- Delaware National Guard Unit Strength Award

## Distretto di Columbia
Premi per il distretto della Guardia nazionale del Distretto di Columbia:
- District of Columbia Distinguished Service Medal
- District of Columbia Meritorious Service Medal
- District of Columbia Commendation Medal
- District of Columbia Achievement Medal
- District of Columbia Homeland Defense Medal
- District of Columbia NCO Commendation Ribbon
- District of Columbia Enlisted Excellence Ribbon
- District of Columbia Long and Faithful Service Medal
- District of Columbia Emergency Service Ribbon[N 1]
- District of Columbia Recognition Ribbon
- District of Columbia Special Award Ribbon
- District of Columbia Recruiting and Retention Ribbon (Non più concessa)
- District of Columbia Community Service Ribbon
- District of Columbia Ceremonial/Drill Team/Color Guard Ribbon
- District of Columbia Active Duty Ribbon (Non più concessa)
- District of Columbia Attendance Ribbon
- District of Columbia Commanding General's Outstanding Unit Award
- District of Columbia Presidential Inauguration Support Ribbon[N 1]

## Florida
Premi statali della Guardia nazionale della Florida:
- Florida Cross
- Florida Distinguished Service Medal
- Florida Service Medal
- Florida Commendation Medal
- Florida Meritorious Service Ribbon
- Florida Service Ribbon
- Florida State Active Duty Ribbon
- Florida Recruiting Ribbon
- Florida Retention Ribbon
- Florida Governor's Meritorious Unit Citation
- Florida Counterdrug Ribbon

## Georgia
Premi statali della Guardia nazionale della Georgia:
- Georgia Distinctive Service Medal
- Georgia Oglethorpe Distinguished Service Medal
- Georgia Medal for Valor[6]
- Georgia Injury Medal (approvato ma non ancora istituito)
- Georgia Superior Service Medal (approvato ma non ancora istituito)
- Georgia Meritorious Service Medal[7]
- Georgia DoD Commendation Medal (approvato ma non ancora istituito)
- Georgia Commendation Medal [8]
- Georgia Distinguished Foreign Service Medal [9]
- Georgia Selected Reserve Force Ribbon
- Georgia Special Operations Ribbon
- Georgia Olympic Ribbon
- Georgia Humanitarian Service Ribbon
- Georgia Service Medal [10]
- Georgia Active Duty Ribbon
- Georgia Counter Narcotics/Drug Support Service Ribbon
- Georgia Recruiting
- Georgia Distinguished Unit Ribbon [11]

## Guam
Premi statali della Guardia nazionale di Guam:
- Guam Cross of Valor
- Distinguished Service Medal of Guam
- Guam Commendation Medal
- Organizational Medal
- Faithful Service Medal of Guam
- Recruiting bar
- Counter Drug Service
- Operation Desert Storm Meritorious Service Medal

## Hawaii
Premi statali della Guardia nazionale delle Hawaii:
- Hawaii Medal of Honor
- Hawaii Medal for Valor
- Hawaii Distinguished Service Order
- Hawaii Medal for Merit
- Hawaii Commendation Medal
- Hawaii Service Medal (type 2)
- Hawaii State Active Duty Ribbon
- Hawaii 1968 Federal Service Ribbon
- Hawaii Active Duty Basic Training Ribbon
- Hawaii Hurricane Iniki Ribbon
- Hawaii Operation Kokua Ribbon
- Hawaii Recruiting Ribbon

## Idaho
Premi statali della Guardia nazionale dell'Idaho:
- Idaho Cross
- Idaho Distinguished Service Medal
- Idaho Meritorious Service Medal
- Idaho Emergency Service Ribbon
- Idaho Army National Guard Recruiting Ribbon
- Idaho Air National Guard Recruiting Ribbon
- Idaho Reenlistment Ribbon
- Idaho State Service Ribbon
- Idaho Basic Training Ribbon
- Idaho Governor's Outstanding Unit Citation
- Idaho Adjutant General's Excellence Award

## Illinois
Premi e decorazioni della Guardia Nazionale dell'Illinois:
- Illinois Military Medal of Valor
- Illinois Military Distinguished Service Medal
- Illinois Military Medal of Merit
- Illinois Military Long and Honorable Service Medal
- Illinois Recruiting Ribbon
- Illinois Military Attendance Ribbon
- Illinois State Active Duty Service Ribbon
- Lincoln Medal Of Freedom
- Illinois First Sergeant Ribbon

## Indiana
Premi statali della Guardia nazionale dell'Indiana:
- Indiana Distinguished Service Cross
- Indiana Distinguished Service Medal
- Indiana Commendation Medal
- Indiana Operation Desert Shield/Storm Service Medal
- Indiana Korean Service Medal
- Indiana Homeland Defense Ribbon
- Indiana Emergency Service Ribbon
- Indiana Overseas Service Ribbon
- Indiana OCONUS Service Ribbon
- Indiana Long Service Medal
- Indiana Recruiting Ribbon
- Indiana Retention Ribbon
- Indiana Funeral Honors Ribbon
- Indiana First Sergeant Ribbon
- Indiana Military Voluntary Emblem

## Iowa
Premi statali della Guardia nazionale dell'Iowa:
- Iowa Medal of Valor
- Iowa Distinguished Service Medal
- Iowa Medal of Merit
- Iowa Meritorious Service Medal
- Iowa Commendation Medal
- Iowa State Service Ribbon
- Iowa Humanitarian Service Ribbon
- Iowa Leadership Ribbon
- Iowa Active Duty Training Ribbon
- Iowa Recruiting Ribbon
- Iowa Selected Reserve Force Ribbon
- Iowa CFP/FSB Ribbon
- Iowa Outstanding Unit Award

## Kansas
Premi statali della Guardia nazionale del Kansas:
- Kansas Medal of Excellence
- Kansas Distinguished Service Medal
- Kansas Governor's Medal
- Kansas Patriot Medal
- Kansas Meritorious Service Medal
- Kansas Commendation Ribbon
- Kansas National Guard Achievement Ribbon
- Kansas Outstanding Guardsman Ribbon (ARNG)
- Kansas Outstanding Guardsman Ribbon (ANG)
- Kansas State Emergency Service Ribbon (ARNG)
- Kansas State Emergency Service Ribbon (ANG)
- Kansas Homeland Defense Ribbon (ARNG)
- Kansas Counter-drug Service Ribbon
- Kansas First Sergeant Ribbon
- Kansas Recruiting Ribbon
- Kansas Service Medal

## Kentucky
Premi del Commonwealth della Guardia Nazionale del Kentucky:
- Kentucky Medal for Valor
- Kentucky Distinguished Service Medal
- Kentucky Merit Ribbon
- Kentucky Army National Guard Warrant Officer of the Year
- Kentucky Outstanding Airman/Soldier Ribbon
- Kentucky Commendation Ribbon
- Kentucky Berlin Crisis Service Ribbon
- Kentucky National Guard Recruiting Award
- Kentucky Faithful Service Ribbon (20 years)
- Kentucky State Active Duty Ribbon
- Kentucky National Guard ROTC Achievement Medal
- Kentucky National Guard Thirty Year Ribbon
- Kentucky Counterdrug Ribbon

## Louisiana
Premi statali della Guardia nazionale della Louisiana:
- Louisiana Medal of Honor
- Louisiana Distinguished Service Cross
- Louisiana Distinguished Service Medal
- Louisiana Legion of Merit
- Louisiana Cross of Merit
- Louisiana Commendation Medal
- Louisiana Achievement Ribbon
- Louisiana Recruiting Ribbon
- Louisiana Retention Ribbon
- Louisiana Distinguished Civilian Service Medal
- Louisiana War Cross
- Louisiana Cold War Victory Medal
- Louisiana Emergency Service Medal
- Louisiana Counterdrug Service Ribbon
- Louisiana General Excellence Medal
- Louisiana Longevity Award
- Louisiana F.E. Herbert Meritorious Unit Commendation

## Maine
Premi statali della Guardia nazionale del Maine:
- Maine Distinguished Service Award
- Maine Meritorious Service Award
- Maine Commendation Award
- Maine Adjutant General Award
- Maine Achievement Award
- Maine Commander's Award
- Maine Army National Guard Sergeant Major/NCO/Soldier of the Year Award
- Maine Outstanding Airman of the Year Award
- Maine Recruiting Award
- Maine Physical Fitness Award
- Maine Good Conduct Award
- Maine Basic Training Award
- Maine National Emergency Service Award
- Maine State Emergency Service Award
- Maine Honorable Service Award
- Maine Ice Guard 98 (Non più assegnato)

## Maryland
Premi statali della Guardia nazionale del Maryland:
- State of Maryland Distinguished Service Cross
- State of Maryland Meritorious Service Medal
- State of Maryland Commendation Medal
- Maryland Outstanding Unit Ribbon
- Maryland National Guard Outstanding Soldier/Airman/First Sergeant of the Year Ribbon
- Maryland National Guard Recruiting Medal
- Maryland National Guard Overseas Service Ribbon
- Maryland National Guard State Service Medal
- Maryland National Guard State Active Duty Medal
- Maryland National Guard Meritorious Civilian Service Medal
- Adjutant General's Special Recognition Ribbon

Obsoleto
- Maryland Medal for Valor
- Maryland Air National Guard First Sergeant Ribbon
- Maryland National Guard Counterdrug Ribbon
- Maryland World War I Service Medal
- Maryland Selected Reserve Force Medal

## Massachusetts
Premi del Commonwealth della Guardia Nazionale del Massachusetts:
- Massachusetts Medal of Liberty
- Massachusetts Medal of Valor
- Massachusetts Military Medal
- Massachusetts Medal of Merit
- Massachusetts Achievement Medal
- Massachusetts Humanitarian Service Medal
- Massachusetts ARNG Service Medal
- Massachusetts ANG Service Medal
- Massachusetts Desert Storm Service Ribbon
- Massachusetts Defense Expeditionary Ribbon
- Massachusetts Defense Service Ribbon
- Massachusetts Emergency Service Ribbon
- Massachusetts Meritorious Unit Citation

## Michigan
Premi statali della Guardia nazionale del Michigan:
- Michigan Medal for Valor
- Michigan Distinguished Service Medal
- Michigan Lifesaving Medal
- Michigan Legion of Merit
- Michigan Recruiting Ribbon
- Michigan Honor Guard Ribbon
- Michigan Broadsword Service Medal
- Michigan Active State Service Ribbon
- Michigan State War on Terrorism Ribbon
- Michigan Outside U.S. Service Ribbon
- Michigan Outside U.S. Training Ribbon
- Michigan State Partnership Ribbon

## Minnesota
Premi statali della Guardia nazionale del Minnesota:
- Minnesota Distinguished Service Medal
- Minnesota Medal for Valor
- Minnesota Medal for Merit
- Minnesota Commendation Medal
- Minnesota Achievement Ribbon
- Minnesota Good Conduct Ribbon
- Minnesota State Active Duty Ribbon
- Minnesota Distinguished Recruiting Ribbon
- Minnesota Service Ribbon

## Mississippi
Premi statali della Guardia nazionale del Mississippi:
- Mississippi Medal of Honor
- Mississippi Magnolia Cross
- Mississippi Magnolia Medal
- Mississippi Commendation Medal
- Mississippi Medal of Efficiency
- Mississippi War Medal
- Mississippi Emergency Service Medal
- Mississippi Service School Medal
- Mississippi Longevity Medal
- Mississippi Recruiting Medal
- Mississippi Soldier of the Year Ribbon

## Missouri
Premi statali della Guardia nazionale del Missouri:
- Missouri Meritorious Service Medal
- Missouri Conspicuous Service Medal
- Missouri Commendation Ribbon
- Missouri Desert Storm Ribbon
- Missouri 20 Year Long Service Ribbon
- Missouri 15 Year Long Service Ribbon
- Missouri 10 Year Long Service Ribbon
- Missouri 5 Year Long Service Ribbon
- Missouri First Sergeant Ribbon
- Missouri Expeditionary Ribbon
- Missouri State Emergency Duty Ribbon
- Missouri Panamanian Service Ribbon
- Missouri Afghanistan Campaign Ribbon
- Missouri Kosovo Campaign Ribbon
- Missouri Recruiting and Retention Ribbon
- Missouri Adjutant General's Twenty Ribbon
- Missouri Governor's Twelve Ribbon
- Missouri Basic Training Ribbon
- Governor's Unit Citation
- Ourstanding SGT Hood Award

## Montana
Premi statali della Guardia nazionale del Montana:
- Montana Distinguished Service Medal
- Montana Commendation Medal
- Montana Air Medal
- Montana Distinguished Patriot Medal
- Montana Recruiting Ribbon
- Montana Campaign Ribbon
- Montana Noble Eagle Ribbon
- Montana Overseas Training Ribbon
- Montana Volunteer Campaign Ribbon
- Montana Service Ribbon
- Montana Attendance Ribbon
- Montana Physical Fitness Ribbon
- Montana Outstanding Unit

## Nebraska
Premi statali della Guardia nazionale del Nebraska:
- Nebraska Legion of Merit
- Nebraska Meritorious Service Medal
- Nebraska Commendation Medal
- Nebraska Outstanding Soldier Medal
- Nebraska Individual Achievement Medal
- Nebraska Recruiting Achievement Medal
- Nebraska Desert Shield/Storm Service Ribbon
- Nebraska Homeland Defense Service Ribbon
- Nebraska Emergency Service Medal
- Nebraska Service Medal
- Nebraska Military Funeral Honors Ribbon

## Nevada
Premi statali della Guardia nazionale del Nevada:
- Nevada Medal of Valor
- Maj. Gen. Drennan A. Clark Order of Nevada
- Nevada Distinguished Service Medal
- Nevada Medal of Merit
- Nevada Commendation Medal
- Nevada Command Ribbon
- Nevada Outstanding Airman Ribbon
- Nevada Honor Guard Ribbon
- Nevada Resource Protection Team Ribbon
- Nevada Emergency/Humanitarian Service Ribbon
- Nevada Overseas Service Ribbon
- Nevada Meritorious Service Ribbon
- Nevada Service Medal
- Nevada First Sergeant's Ribbon
- Nevada Adjutant General's Outstanding Graduate Award
- Nevada State Safety Ribbon
- Nevada Recruiting Ribbon
- Nevada War on Terrorism Medal
- Nevada Governor's Outstanding Unit Award

## New Hampshire
Premi statali della Guardia nazionale del New Hampshire:
- New Hampshire National Guard Medal of Honor
- New Hampshire National Guard Commendation Ribbon
- New Hampshire National Guard Distinguished Service Medal
- New Hampshire National Guard Soldier of the Year Ribbon (ARNG)
- New Hampshire National Guard Airman of the Year Ribbon (ANG)
- New Hampshire National Guard Honor Guard Ribbon
- New Hampshire National Guard State Active Service Ribbon
- New Hampshire National Guard Honorary Recruiting Ribbon
- New Hampshire National Guard Counterdrug Task Force Ribbon
- New Hampshire National Guard Service Bar

## New Jersey
Premi statali della Guardia nazionale del New Jersey:
- New Jersey Distinguished Service Medal
- New Jersey Meritorious Service Medal
- New Jersey Valor Ribbon
- New Jersey Commendation Medal
- New Jersey Medal of Honor
- New Jersey Good Conduct Ribbon
- New Jersey Merit Award
- New Jersey Desert Storm Service Medal
- New Jersey Desert Storm Ribbon
- New Jersey State Service Award
- New Jersey Recruiting Award
- New Jersey Governor's Unit Award
- New Jersey Unit Strength Award

## Nuovo Messico
Premi statali della Guardia Nazionale del Nuovo Messico:
- New Mexico Medal of Valor with palm
- New Mexico Medal of Valor
- Special MacArthur Service Medal
- New Mexico Distinguished Service Medal
- New Mexico Medal of Merit
- New Mexico Cold War Medal (New Mexico State Defense Force only)
- Outstanding Enlisted Leader of the Year Ribbon
- New Mexico Outstanding Service Medal
- New Mexico Outstanding Unit Citation
- New Mexico Emergency Service Military Ribbon
- Counter-drug service ribbon
- Community Service Ribbon
- Physical Fitness Ribbon
- New Mexico Long Service Medal and Service Ribbon
- New Mexico Good Conduct Medal
- New Mexico Perfect Attendance Ribbon
- New Mexico Academy Service Ribbon

## New York
Premi dello Stato della Guardia Nazionale di New York:
- New York Medal of Valor
- New York Conspicuous Service Medal
- New York Meritorious Service Medal
- New York Military Commendation Medal
- New York Long and Faithful Service Medal
- New York Desert Storm Service Medal
- New York Defense of Liberty Medal
- New York Conspicuous Service Cross
- New York Medal for Merit
- New York Conspicuous Service Star
- New York Outstanding Airman/Soldier of the Year Ribbon
- New York Recruiting Medal
- New York Aid to Civil Authority Medal
- New York Counterdrug Service Ribbon
- New York Exercise Support Ribbon
- New York Humane Service to NYS Medal
- New York First Sergeant Ribbon (Army)
- New York First Sergeant Ribbon (Air)
- New York Military Support Medal, 1980 Winter Olympics
- New York Physical Fitness Ribbon

## Carolina del Nord
Premi statali della Guardia nazionale della Carolina del Nord:
- North Carolina Distinguished Service Medal
- North Carolina Meritorious Service Medal
- North Carolina Commendation Medal
- North Carolina Achievement Medal
- North Carolina Adjutant General's Meritorious Achievement Service Ribbon
- North Carolina State Active Duty Ribbon
- North Carolina Service Ribbon
- North Carolina Governor's Unit Citation
- North Carolina Meritorious Unit Citation
- North Carolina Outstanding Unit Award

## Dakota del Nord
Premi statali della Guardia nazionale del North Dakota:
Premi della Guardia Nazionale Aerea:
- North Dakota Distinguished Service Medal
- North Dakota Legion of Merit
- North Dakota State Meritorious Service Ribbon
- North Dakota State Commendation Ribbon
- North Dakota State Achievement Ribbon
- North Dakota Emergency Service Ribbon
- North Dakota State Outstanding Unit Ribbon
- North Dakota OCONUS Ribbon
- North Dakota Recruiting Ribbon
- North Dakota 1st Sergeant Ribbon
- North Dakota Service Ribbon
- North Dakota Basic Training Ribbon

Premi della Guardia Nazionale dell'Esercito:
- North Dakota Distinguished Service Medal
- North Dakota Legion of Merit
- North Dakota State Meritorious Service Ribbon
- North Dakota State Commendation Ribbon
- North Dakota State Achievement Ribbon
- North Dakota Emergency Service Ribbon
- North Dakota Military Funeral Honors Ribbon
- North Dakota Strength Management Ribbon
- North Dakota Service Ribbon
- North Dakota Basic Training Ribbon

Indossato sul lato destro, dopo i premi federali:
- North Dakota State Outstanding Unit Citation (Army)

Obsoleto o non più assegnato:
- North Dakota National Emergency Service Ribbon (Berlin Crisis)
- North Dakota Selected Reserve Force Ribbon

## Ohio
Premi statali della Guardia nazionale dell'Ohio:
- Ohio Cross Medal
- Ohio Distinguished Service Medal
- Ohio Commendation Medal
- Ohio Faithful Service Ribbon
- Ohio Special Service Ribbon
- Ohio Award of Merit Ribbon
- Ohio Basic Training Ribbon
- Ohio Recruiters Achievement Ribbon

## Oklahoma
Premi statali della Guardia nazionale dell'Oklahoma:
- Oklahoma Distinguished Service Cross
- Oklahoma Star of Valor
- Oklahoma Distinguished Service Medal
- Oklahoma Meritorious Service Medal
- Oklahoma Commendation Medal
- Oklahoma Exceptional Service Medal
- Oklahoma Guardsman Medal
- Oklahoma Senior Enlisted Leadership Ribbon
- Oklahoma Desert Storm Service Medal
- Oklahoma Selective Reserve Medal
- Oklahoma Alfred P. Murrah Service Medal (Oklahoma Bombing)
- Oklahoma Recruiting Ribbon
- Oklahoma Active Duty Service Medal
- Oklahoma Long Service Ribbon 5 years
- Oklahoma Long Service Ribbon 10 years
- Oklahoma Long Service Ribbon 15 years
- Oklahoma Long Service Ribbon 20 years
- Oklahoma Long Service Ribbon 25 years
- Oklahoma Long Service Ribbon 30 years
- Oklahoma Long Service Ribbon 35 years
- Oklahoma Good Conduct Ribbon
- Oklahoma Governor's Distinguished Unit Award
- Oklahoma Commander's Trophy Award Ribbon

## Oregon
Premi statali della Guardia nazionale dell'Oregon:
- Oregon Distinguished Service Medal
- Oregon Exceptional Service Medal
- Oregon Meritorious Service Medal
- Oregon Commendation Medal
- Oregon 30 Year Faithful Service Medal
- Oregon Emergency Service Ribbon
- Oregon Superior Soldier Ribbon
- Oregon Faithful Service Medal
- Oregon Recruiting Ribbon
- Oregon Superior Unit Ribbon

## Pennsylvania
Premi del Commonwealth della Guardia Nazionale della Pennsylvania:
- Pennsylvania Cross for Valor
- Pennsylvania Distinguished Service Medal
- Pennsylvania Guardsman Medal
- Pennsylvania Meritorious Service Medal
- Pennsylvania Commendation Medal
- Pennsylvania Service Ribbon
- Pennsylvania GEN William Moffat-Reilly Medal
- Pennsylvania Keystone Freedom Medal
- Pennsylvania 20 Year Medal
- Pennsylvania MG Thomas. R. White Medal
- Pennsylvania Recruiting and Retention Medal
- Pennsylvania GEN Thomas. J. Stewart Medal
- Pennsylvania Military Honors Program Service
- Pennsylvania Governor's Unit Citation Air Force Service
- Pennsylvania Governor's Unit Citation Army Service

## Porto Rico
Premi del Commonwealth della Guardia Nazionale di Porto Rico:
- Military Medal of Honor of the Legislative Assembly of Puerto Rico
- Puerto Rico Medal for Distinguished Service
- Puerto Rico Medal of Valor
- Puerto Rico Merit Cross
- Puerto Rico Wounded in Action Medal
- Order of the Governor of Puerto Rico Common Defense Service Medal
- Puerto Rico Combat Service Medal
- Puerto Rico Commendation Medal
- Puerto Rico Outstanding Soldier/NCO of the Year Ribbon
- Puerto Rico Service Medal
- Puerto Rico Exemplary Conduct Ribbon
- Puerto Rico War Service Ribbon
- Puerto Rico SG Merit Achievement Award
- Puerto Rico Disaster Relief Ribbon
- Puerto Rico Hurricane Georges Ribbon
- Puerto Rico Active Duty for Training Ribbon
- Puerto Rico Caribbean Emergency Ribbon
- Puerto Rico Civil Disturbance Ribbon
- Puerto Rico Law Enforcement Ribbon
- Puerto Rico VIII Pan-American Games Support Ribbon
- Puerto Rico English Language Proficiecy Ribbon
- Puerto Rico Counterdrug Service Ribbon
- Puerto Rico 1992 Regatta Ribbon
- Puerto Rico Community Service Ribbon

## Rhode Island
Premi statali della Guardia nazionale di Rhode Island:
- Rhode Island Cross
- Rhode Island Star
- Rhode Island Commendation Medal
- Rhode Island National Guard Defense Service Medal
- Rhode Island National Guard Service Medal
- Rhode Island National Guard Emergency State Ribbon
- Rhode Island Army National Guard Recruiting Ribbon
- Rhode Island Air National Guard Recruiting Ribbon
- Rhode Island Gubernatorial Unit Award

## Carolina del Sud
Premi statali della Guardia nazionale della Carolina del Sud:
- South Carolina Palmetto Cross
- South Carolina Medal of Valor
- South Carolina Exceptional Service Medal
- South Carolina Extraordinary Achievement Medal
- South Carolina Meritorious Service Medal
- South Carolina Achievement Ribbon
- South Carolina State Service Ribbon
- South Carolina Retirement Medal
- South Carolina Palmetto Service Ribbon
- South Carolina National Guard Mobilization Support Award Ribbon
- South Carolina Cadet Medal of Merit Service Ribbon
- South Carolina Recruiting and Retention Achievement Medal
- South Carolina Safety Service Ribbon
- South Carolina Counter-Drug Ribbon
- South Carolina Governor's Unit Citation

## Dakota del Sud
Premi statali della Guardia nazionale del Dakota del Sud:
- South Dakota Medal of Valor
- South Dakota Achievement Ribbon
- South Dakota Distinguished Service Award
- South Dakota Emergency Operations Ribbon
- South Dakota Recruiting Medal
- South Dakota Service Medal
- South Dakota Berlin Crisis Medal
- South Dakota Desert Storm Ribbon
- South Dakota Desert Storm Unit Citation
- South Dakota Unit Citation
- South Dakota Distinguished Unit Award

## Tennessee
Premi della Guardia Nazionale del Tennessee:
- Tennessee Distinguished Service Medal
- Tennessee Ribbon for Valor
- Tennessee Distinguished Patriot Medal
- Tennessee Commendation Ribbon
- Tennessee Individual Achievement Ribbon
- Tennessee Recruiting Merit Ribbon
- Tennessee National Emergency Service Medal
- Tennessee War Service Ribbon
- Tennessee Counterdrug Service Ribbon
- Tennessee Service Ribbon
- Tennessee Volunteer Ribbon
- Tennessee Meritorious Unit Citation
- Tennessee Distinguished Unit Citation
- Tennessee Outstanding Unit Performance Commendation
- Tennessee Volunteer Recruiting and Retention Unit Citation

## Texas
Premi statali della Guardia nazionale del Texas:
- Texas Legislative Medal of Honor
- Texas Medal of Valor
- Texas Purple Heart Medal
- Texas Superior Service Medal
- Texas Lone Star Distinguished Service Medal
- Texas Outstanding Service Medal
- Texas Medal of Merit (also awarded with "V" for valor)
- Texas Cold War Medal
- Texas Adjutant General's Individual Award
- Texas Federal Service Medal
- Texas Desert Shield-Desert Storm Campaign Medal
- Texas Humanitarian Service Ribbon
- Texas Homeland Defense Service Medal
- Texas Combat Service Ribbon
- Texas Cavalry Service Medal
- Texas Faithful Service Medal
- Texas State Guard Association Service Ribbon
- Texas State Commanding General's Individual Award Ribbon
- Texas State Guard Enlisted Personnel Basic Training Ribbon
- Texas State Guard NCO Professional Development Service Ribbon
- Texas State Guard Officer Professional Development Service Ribbon
- Texas State Guard Meritorious Service Ribbon
- Texas State Guard Recruiting Service Ribbon
- Texas State Guard Physical Fitness Service Ribbon
- Texas State Guard Service Medal Ribbon
- Texas Governor's Unit Citation
- Texas Organizational Excellence Unit Award
- Texas State Guard Meritorious Unit Award

## Utah
Premi statali della Guardia nazionale dello Utah:
- Utah Medal of Valor
- Utah Cross
- Utah Medal of Merit
- Utah Commendation Medal
- Utah Deteur Digniory
- Utah 2002 Olympic Winter Games Service Ribbon
- Utah Emergency Service Ribbon
- Utah State Partnership Program Ribbon
- Utah Joint Staff Service Ribbon
- Utah Joint Commendation Service Ribbon
- Utah National Guard Patriot Service Ribbon
- Utah Recruiting Ribbon
- Utah Achievement Ribbon
- Utah Service Ribbon
- Utah Basic Training Ribbon
- Utah Military Funeral Service Ribbon

## Vermont
Premi statali della Guardia nazionale del Vermont:
- Vermont Distinguished Service Medal (National Guard award)
- Vermont Medal of Merit
- Vermont Commendation Medal
- Vermont Meritorious Service Ribbon
- Vermont Outstanding Unit Award
- Vermont Organizational Excellence Award
- Vermont World War II Medal
- Vermont National Defense Medal
- Vermont Good Conduct Ribbon
- Vermont Desert Storm Ribbon
- Vermont Active Duty for Training Ribbon
- Vermont Professional Development Ribbon
- Vermont Career Service Award
- Vermont Service Ribbon
- Vermont Duty Ribbon
- Vermont State Special Duty Ribbon
- Vermont Military Humanitarian Service Medal

Associate:
- Vermont Patriots Medal
- Vermont Distinguished Service Medal (Veterans award)
- Vermont Veterans Medal

## Isole Vergini
Premi per il territorio della Guardia nazionale delle Isole Vergini:
- Virgin Islands Distinguished Service Medal
- Virgin Islands Meritorious Service Medal
- Virgin Islands Commendation Medal
- Virgin Islands Long and Faithful Service Medal
- Virgin Islands Emergency Service Ribbon

## Virginia
Premi statali della Guardia nazionale della Virginia:
- Virginia Distinguished Service Medal
- Virginia National Guard Legion of Merit
- Virginia National Guard Bronze Star Medal
- Virginia National Guard Commendation Medal
- Virginia Governor's National Service Medal
- Virginia National Guard 3-year Service Ribbon
- Virginia National Guard Homeland Defense Ribbon
- Virginia National Guard Emergency Service Ribbon
- Virginia National Guard Perfect Attendance Ribbon
- Virginia National Guard Strength Maintenance Ribbon
- Virginia National Guard Military Funeral Honors Ribbon

## Washington
Premi statali della Guardia Nazionale dello stato di Washington:
- Washington Distinguished Service Medal (WSDSM)
- Washington Legion of Merit Medal (WSLM)
- Washington Cross of Valor (Quiescente dal 30 settembre 1998)
- Washington Aviation Cross Medal (Quiescente dal 30 settembre 1998)
- Washington Guardsman Medal (WSGM)
- Washington Meritorious Service Medal (WSMSM)
- Washington Commendation Medal (WSCM)
- Washington Achievement Medal (WSAM)
- Washington Strength Management Ribbon (WSSMR)
- Washington State Defense Service Ribbon (WSDSR) (Quiescente dal 30 settembre 1998; Ristabilito il 18 giugno 2002)
- Washington Emergency Service Ribbon (WSESR)
- Washington National Guard Service Ribbon (WANGSR)
- Washington Good Conduct Medal (Quiescente dal 31 dicembre 1994)
- Washington Unit Citation Ribbon (WSUCR)

Washington Air National Guard Awards:
- Washington Air National Guard Aviation Cross
- Washington Air National Guard Aerial Achievement Medal
- Washington Air National Guard Distinguished Recruiting Award

## Virginia Occidentale
Premi statali della Guardia nazionale del Virginia Occidentale:
- West Virginia Distinguished Service Medal (WVDSM)
- West Virginia Legion of Merit (WVLOM)
- West Virginia Meritorious Service Medal (WVMSM)
- West Virginia Commendation Medal (WVCM)
- West Virginia Achievement Medal (WVAM)
- West Virginia Emergency Service Ribbon (WVESR)
- West Virginia State Service Ribbon (WVSSR)
- West Virginia Service Ribbon (WVSR)
- West Virginia Minuteman Ribbon (WVMR)
- West Virginia Distinguished Unit Award

## Wisconsin
Premi statali della Guardia nazionale del Wisconsin:
- Wisconsin Meritorious Service Medal
- Wisconsin Meritorious Service Ribbon
- Wisconsin Department of Military Affairs Commendation Medal
- Wisconsin Distinguished Service Medal
- Wisconsin National Guard Recruiting Bar
- Wisconsin National Guard Service Ribbon
- Wisconsin National Guard Emergency Service Ribbon
- Wisconsin National Guard Write Medal
- Wisconsin National Guard Southwest Asia Service Ribbon
- Eisenhower Trophy Unit Citation
- Berlin Crisis Ribbon
- Wisconsin Wortham Achievement Service Ribbon
- Wisconsin Army National Guard Military Funeral Honors Service Ribbon

## Wyoming
Premi statali della Guardia nazionale del Wyoming:
- Wyoming National Guard Association Medal for Excellence
- Distinguished Service Medal
- Meritorious Achievement Medal
- Outstanding Service Ribbon
- Exceptional Achievement Ribbon
- Achievement Ribbon
- Berlin Crisis Ribbon
- Selected Reserve Force Ribbon
- Wyoming National Guard Service Ribbon
- State Active Duty Ribbon
- Wyoming National Guard Recruiting Ribbon
- Wyoming Active Duty Basic Training Ribbon

Non più conferite
- Wyoming Air National Guard 5-year Service Medal
- Wyoming Air National Guard 10-year Service Medal
- Wyoming Philippine Campaign Medal